# 二十七公墓
24°49′48″N 121°04′24″E / 24.829879°N 121.073243°E
二十七公墓，全稱向義二十七公暨本境萬善諸君墓，是位於臺灣新竹縣新埔鎮新民里的墳墓，在新星國小旁，埋葬乙未戰爭時在當地被劫殺的二十七員粵勇。

## 由來
乙未戰爭，台灣民主國潰亡，唐景崧屬下的廣東籍士兵逃來中壢石頭（今中壢火車站附近）時被劫殺。此屠殺事件立刻造成轟動，在桃竹苗楊梅、新埔、竹東、峨眉亦陸續發生劫殺事件，今所忠義祠、三角林烈士祠，新埔二十七公廟等遺留墓塚祠宇均是。
新埔人張紹武年輕時常去新埔文昌祠讀書，他對文史工作者呂誠敏說曾在祠內聽見一名陳姓與他人為前人之事爭吵，因而得知當時劫殺的故事。據指出，當時爭吵者一方，曾經賭咒殺人者後代不會有好下場。唐景崧部下何義等二十多人，從庫銀分得各一、二百銀元，輾轉從臺北城來到新埔，經地方人士陳坤倫安排，暫住新埔文昌祠，時為1895年農曆四月上旬。當時，有楊梅前來新埔的劉姓人士聞知，即與陳坤倫前往拜訪何義等人，詳問他們前往新埔的緣由。四月下旬某日，距離何義等人到新埔才數日，有新埔當地的流氓圍堵文昌祠，將何義等人被押至新埔廣和宮，錢財被全部強繳，並被捆住。當時，這些流氓正商議如何處理，一名杭州籍的旁觀者，希望要求放何義等人一條生路，但帶頭的流氓當場以匕首將其刺死。他們怕何義等人報復，下手把何義等廿六人全部殺死。

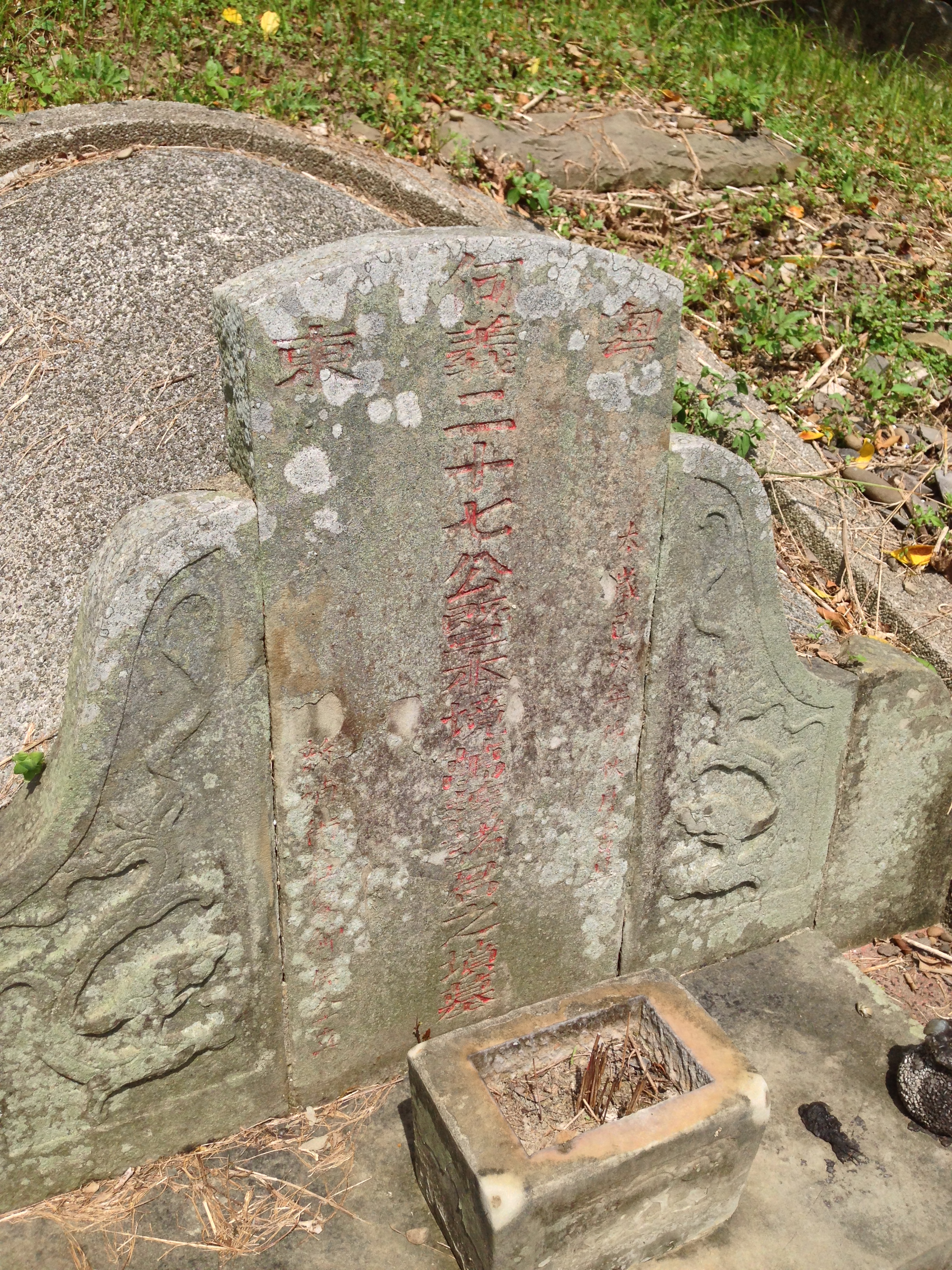
墓碑刻寫於己亥年立。

文史工作者陳盛增曾訪問新埔居民，從中得到當時共死了二十九名粵勇，二名另葬它處。文史工作者黃有福調查，其中一人逃到新埔文昌祠時被截，在新埔廣和宮前處死，據說還被煮來吃。新埔國小退休、擔任新埔鎮老人會會長的周祖昭，將廿七公的死難資料予以蒐集考證，整理後記錄成篇，依他記錄這些強盜那時叫作「樁柄賊」。
此外，褒忠亭義民廟廟祝林木潭說有人被縊死於義民廟廟前的老榕樹上，他稱逃難者為「河南軍」。
鄉民立了一座名為「粵東何義二十七公暨本境萬善諸君墓」的墓碑，又稱「新埔二十七公廟」。在1949年後，由范邱鑑將廿七公墓遷至新星國小崁下的旱坑萬善祠旁，相互依附。後來，新星國小前配合鎮立公園即將開放，準備拓寬馬路時，文史工作者希望保住該處萬善祠和廿七王公，因此與鎮公所在1996年12月14日開協調會。

## 祭祀
新埔耆老張書麟說，當年那些殺死清朝官兵的草寇，不是病死就是絕子絕孫。地方人士為求安心，於是在他們遇劫的忌日，農曆七月十二日，拈香拜祭，成為新埔的傳統。
當地客家人在掃新星國小旁的墓時會舉行分醮墓的習俗，旁人能從中得到粄仔與零錢。
1950年代時，當地流行特種行業的茶室，從事茶室的人士往往來祭拜此墓。他們來祭拜的原因是葬者皆為單身漢，傳說能保佑特種行業，讓生意更好。

## 創作
陳耀昌參觀過二十七公墓後，取墓碑名的「何義」為主角名，寫成小說〈粵東二十七公〉，收錄於小說集《頭份之雲》。